# Ápice vegetal

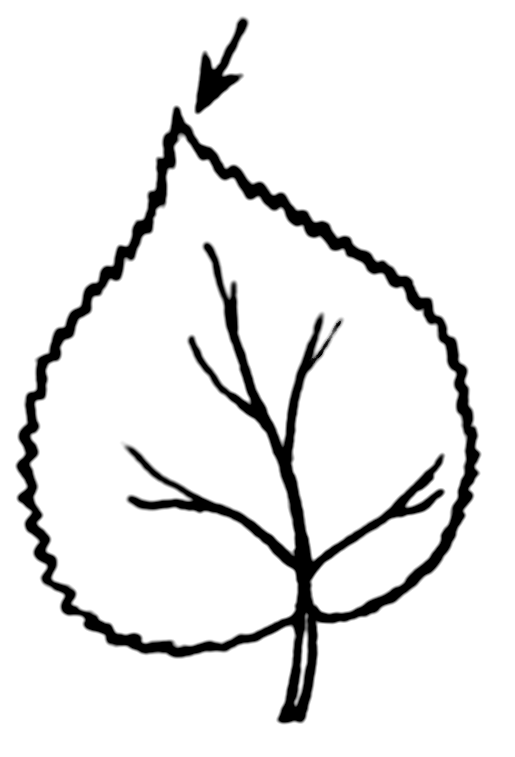
La flecha señala el ápice de la hoja.

En botánica o zoología, ápice designa el extremo superior o punta (del latín apex, con el mismo significado) de la hoja, del fruto, del pólipo, etc. El adjetivo apical se puede aplicar a flores, frutos, o cnidarios, con el significado del más distal. Distal, a su vez, es lo que se sitúa hacia el extremo opuesto a la base o parte basal del órgano en cuestión, como la zona oral de los antozoos. 

En un órgano, por ejemplo una hoja, hay que distinguir entre el ápice orgánico, por donde puede crecer distalmente el órgano, dotado de tejido meristemático, y el ápice geométrico, que es simplemente el punto más distanciado de la base.